# Eduard Grau
Pour les articles homonymes, voir Grau (homonymie).
Eduard Grau, né en 1981 à Barcelone, est un directeur de la photographie espagnol.

## Biographie
Il a étudié à l'ESCAC de Barcelone et à la NFTS de Beaconsfield (Angleterre). Sa photographie sur Buried de Rodrigo Cortés lui a valu une nomination aux Premios Goya. Il a également travaillé sur des publicités et des clips, comme celui de Born This Way de Lady Gaga (2011).

## Filmographie partielle
- 2006 : Honor de cavalleria d'Albert Serra
- 2009 : A Single Man de Tom Ford
- 2010 : Buried de Rodrigo Cortés
- 2010 : Finisterrae de Sergio Caballero
- 2011 : La Maison des ombres de Nick Murphy
- 2012 : No Place on Earth de Janet Tobias
- 2014 : Suite française de Saul Dibb
- 2015 : The Gift de Joel Edgerton
- 2015 : Les Suffragettes de Sarah Gavron
- 2017 : Quién te cantará de Carlos Vermut
- 2020 : The Way Back de Gavin O'Connor
- 2021 : Clair-obscur (Passing) de Rebecca Hall
- 2024: La Chambre d'à côté de Pedro Almodóvar[1].